# Claviger ciscaucasicus
Claviger ciscaucasicus – chrząszcz z rodziny kusakowatych, podrodziny Pselaphinae.

## Występowanie
Występuje w północnym Kaukazie (Karaczajo-Czerkiesja) i Turcji.